# リジャール・ル・リッシュ
リジャール・ル・リッシュ（フランス語：Lisiard Le Riche, ? - 941年以降）は、10世紀のソー領主であり、ブルゴーニュ公であったユーグ大公に仕えた騎士。

## 生涯
リジャールの父テュードン＝ティオン・ル・リッシュ（? - 945年）はパリ副伯であった。
リジャールの息子オセール副伯（フランス語版）アンスー1世ロセーロワ（L'Auxerrois, ? - 956年）は、ユーグ大公の愛妾であったレインガルド・ド・ディジョンと結婚し、後にオセール大司教となるユーグ大公の息子エルベールの後見人となった。エルベールはアンソーとレインガルドの子達と一緒に育てられた。
リジャールのもう一人の息子、ジョゼフ・ル・リッシュはトゥール大司教となり、娘のエリザベートはコルベイユ伯エイモン（フランス語版）と結婚し、コルベイユ伯家の祖となった。
941年にリジャールがフルーリー修道院（フランス語版）に入り修道僧となった際、サン＝ブノワ＝シュル＝ロワールの同修道院に寄贈したものの贈与証書を作成させ、その中には息子ジョゼフと娘エリザベートのために使用権を留保する条項が含まれていた。941年、この2人の子女はまだ幼かった。
エリザベートはまだ未婚で、ジョゼフは侍者であった。ジョゼフは後に952年ごろから960年までトゥール大司教をつとめ（ジョゼフ2世）、エリザベートは初婚の夫コルベイユ伯エイモンとの死別後、パリ伯ブシャール1世と再婚し、2人の間に生まれた息子がパリ司教ルノー2世となる。
ルノー2世とブシャール1世の父子は、ソーの教会をサンモール・デ・フォッセの修道僧に与えた。贈与証書に署名した人物はユーグ大公及び子供たちの後見人であるリジャールの父テュードン＝ティオン、ブロワ伯ティボー1世、アンジュー伯フルク1世、ガティネ伯ジョフロワ、ヴァロワ伯ラウル2世（トゥール伯ティボーの娘婿）、コルベイユ伯エイモン（エリザベートの最初の夫）、サンス副伯フロモン1世（フランス語版）および8年後にサンスの初代世襲伯となったその息子レイナールであり、リジャールがブルゴーニュ公の宮廷で高い地位にあったことを示している。
リジャール（Lisiard）という名前はアンソー・ル・リッシュの一族特有のもので、11世紀の間、他の一族はこの名前を付けていなかった。
さらに、家族の文書の署名にブロワ伯ティボー1世が参加していることに加え、ティボーという名がル・リッシュ家の男性名に頻繁に名付けられるようになったため、リジャールはティボー1世と何かしらの関係があった可能性が高い。